# هاري أ. وينتر
هاري أ. وينتر هو قاضي وسياسي كندي، ولد في 3 فبراير 1889، وتوفي في 30 مايو 1969.